# Rubus fagifolius
Rubus fagifolius là loài thực vật có hoa trong họ Hoa hồng. Loài này được Schltdl. & Cham. miêu tả khoa học đầu tiên năm 1830.